# The Roman Spring of Mrs. Stone
The Roman Spring of Mrs. Stone (bra: Em Roma na Primavera) é um filme norte-americano de 1961, do gênero drama, dirigido por José Quintero  e estrelado por Vivien Leigh e Warren Beatty.